# マゼランペンギン
マゼランペンギン (Spheniscus magellanicus) は、鳥綱ペンギン目ペンギン科フンボルトペンギン属に属する鳥類。別名パタゴニアペンギン。

## 分布
アルゼンチン、チリ
南アメリカ大陸の太平洋岸（南緯42度からホーン岬まで）と大西洋岸（南緯29度からフエゴ島まで）、フォークランド諸島で繁殖する。
迷行例やまれな発見例として、オーストラリア・ニュージーランド・南極半島などで発見例がある。

## 形態
全長65 - 72センチメートル。
虹彩は褐色。嘴の色彩は黒く、先端は黄白色。胸に2本の黒い帯がある。後肢は黒く、白やピンク色の斑紋が入る個体もいる。
繁殖期になると、眼の周囲から嘴にかけてピンク色の皮膚が裸出する。

## 分類
野生下ではフンボルトペンギン・飼育下ではケープペンギンと種間雑種を形成することから、これらを同種とする説がある。

## 生態
野生下での平均寿命は約10年、長寿の個体は15-20年生きる。飼育下では最長35年。
群れで泳ぎ、場所と供給量に応じて様々な小魚を食べる。小魚に次いでイカやオキアミを好む。マグダレーナ島のコロニーではスプラットイワシを好んで採り、他の営巣地ではメルルーサ、カタクチイワシ、小型のタラなどを食べる。魚類がいなければコウイカ、ヤリイカ、オキアミを食べる。オキアミを完全に消化できるかは疑問。獲物と一緒に大量の海水を飲むため、塩分を濾過して排出する塩類線を持つ。
コロニーの場所と規模、餌の種類と採餌場所までの距離は相関関係にあり、コロニーが大きいほど採餌旅行の距離は長くなる傾向にある。これは採餌量が多いため、近くの餌がどんどん枯渇していくから。通常コロニーから約16-40kmまでの範囲で採餌を行うが、量がきわめて少ない場合は最長で305km移動することがある。餌の分布に応じて習慣や戦略を絶えず変更する。潜水時間は約120秒、最長で約180秒。潜水深度は45m以内、最深は約97m。
海を泳いで渡りを行う。4月頃にパタゴニア、フォークランド諸島の海岸で繁殖し、ペルーやブラジルの中部沿岸まで北上する。9月頃に元の海岸に戻り、前年に使用した巣に落ち着く。往復で6400km以上泳ぐ場合もあり、それでも正確に出発地点に戻ることができる。
繁殖期は攻撃的になり、自分の巣の近くに別のオスがいると即座にくちばしでつつき合うケンカを始める。まず鳴き声で宣戦布告を行い、次にくちばしを相手に向けて頭と目を動かし威嚇する。それでも相手が立ち去らない場合は対決に移る。くちばしを互いに組み合わせて互いの動きを封じようとするが、これは相手を試すための前哨戦であり、基本的にはここで弱いほうが降参して終わる。本格的なケンカになると、くちばして咬みついたりフリッパーで叩いたりして重傷を負うこともある。メス同士がオスを巡って戦うこともあり、ここで傷を負ったペンギンがオオミズナギドリやトウゾクカモメの餌食となることもある。

## 繁殖行動
9月にオスが到着、前年の巣を再び自分の巣と宣言することから繁殖期が始まる。メスは数日遅れで到着してほぼ必ず前年のパートナーと再会、いったん巣に落ち着いてから求愛の儀式が行われる。通常2日あけて2個の卵を産む。繁殖時の同調性が高く、コロニーのほとんどの卵が2週間以内に産み落とされる。基本的に2個の卵のうち1羽しか生き残らない。オスは巣の争奪から産卵までの2-3週の間絶食するため、最初の21日間はメスが抱卵する。
繁殖地の地理的位置によって繁殖期の長さが異なり、地域や季節、年によって巣立ちの成功が左右される。プンタトンボなどの大規模コロニーのヒナは餌を確保するのが難しいため巣立ちまでに120日ほどかかるが、マグダレーナやセノオトウェイなどチリのコロニーは60-70日齢で巣立つ。

## 人間との関係
2020年の時点では、生息数は安定しているか漸減傾向にあると考えられている。油汚染、石油採掘、漁業による混獲、卵を含めた食用の狩猟や採集、人為的に移入されたネズミ類やイヌなどによる捕食、気候変動による影響が懸念されている。漁業による競合や、増加傾向にあるアザラシ類による捕食による影響も懸念されている。1991年に発生した石油流出事故により、8 - 9月に15,000羽以上の個体が死亡したと考えられている。